# Angarskij rajon
L'Angarskij rajon (in russo Ангарский район?) è un rajon dell'Oblast' di Irkutsk, nella Siberia sud orientale; il capoluogo è Angarsk.